# Siège de Schoonhoven (1304)
Le siège de Schoonhoven a eu lieu en juillet 1304 lors de la guerre entre la Flandre et la Hollande pour la Zélande de l'Escaut de l'ouest (1303-1304) entre les comtés du Hainaut et de la Flandre.

## Contexte
Après la bataille de Courtrai, Guy de Dampierre, comte de Flandre, est entré en conflit avec Guillaume III de Hollande pour savoir qui pourrait s'appeler comte de Zélande. Une bataille s'ensuivit à Zierikzee et tout le Schouwen-Duiveland fut occupé par l'armée flamande. Ils ont réussi à se rendre à Haarlem où le fils bâtard de Florent V de Hollande, nommé Witte van Haemstede, les aurait repoussés à la bataille de Manpad, en partie grâce à l'aide des fermiers du Kennemerland et du Waterland, qui venaient juste d'achever le siège d'Amsterdam (1303) avec succès.
Nicolaas van Kats était le vogt (protecteur) de Schoonhoven en 1300, lorsque Jean III de Renesse (en néerl. Jan III van Renesse) a débarqué près de la cité avec une flotte de soldats zélandais, dans le but de chasser le comte nouvellement nommé, Jean Ier de Hainaut (en néerl. Jan I van Henegouwen), ou de le combattre. Le seigneur de Kats étant favorable aux habitants de Zélande, leur a donné sa permission, mais les habitants de la cité se sont révoltés contre cette décision, ont pris les armes et réussi à les repousser hors de la ville. Ils en étaient si furieux qu'ils ont également assiégé Nicolaas de Kats dans son propre château. Une troupe supplémentaire de Frisons a dû être impliquée, envoyée par Jean Ier, pour pouvoir libérer le vogt de la cité. Van Kats a ensuite été capturé (en raison de son choix pour le parti flamand) et a dû purger sa peine en détention au château de Nieuwburg près d'Alkmaar.
En 1303, Nicolaas est libéré en raison du traité de paix signé entre la Flandre et la Hollande (maison Hainaut), puis en avril 1304, il séjourne à Gouda pour un temps, puis retourne à Schoonhoven. Il y est à nouveau capturé par les habitants et cette fois, malgré le fait que son fils, Hendrik van Kats, occupait le poste de vogt de la ville, il est envoyé à Dordrecht pour y être emprisonné .

## Siège
Schoonhoven aurait été la dernière ville de Hollande à soutenir le parti du comte de Flandre. C'est pourquoi Guillaume III de Hollande en avait établi le siège, accompagné dans ses rangs, de Witte van Haemstede, qui avait joué un rôle important dans la bataille de Manpad la même année. La ville était dirigée par le vogt Hendrik van Cats. Après quelques semaines sans résultat, Guillaume III craignait un siège à long terme mais il eut l'idée de faire sortir le père du chef des assiégés, Nicolaas van Cats jr, de la prison de Dordrecht . Une fois le prisonnier arrivé devant la ville assiégée, il fut enchaîné à un bélier pour donner l'impression de le forcer à attaquer une des portes de la ville . Hendrik van Kats et ses hommes voyant cela, décidèrent de se rendre. Père et fils furent saufs et réunis mais immédiatement emprisonnés ,.
Avant le siège de Schoonhoven, plusieurs batailles ont eu lieu dans l'arrière-pays d'Utrecht entre les troupes du parti pro-hollandais sous le commandement de Guillaume III et Witte van Haemstede et celles du parti flamand sous les ordres de Jean III de Renesse et Jan II van der Lede. Ces deux derniers furent contraints tactiquement à la retraite, mais ils finirent noyés dans le chaos du passage précipité de la Lek .

## Sources
- (nl) Cet article est partiellement ou en totalité issu de l’article de Wikipédia en néerlandais intitulé « Beleg van Schoohoven (1304) » (voir la liste des auteurs).